# Канадсько-ісландські відносини
Канадсько-ісландські відносини відносяться до міжнародних відносин між Канадою та Ісландією . Обидві країни є членами Арктичної ради, НАТО, Організації економічного співробітництва та розвитку та Світової організації торгівлі (СОТ).

## Історія
Відносини між Ісландією та сучасною Канадою почалися понад тисячу років тому, коли ісландець Лейф Еріксон висадився в Л'Анс-о-Медоуз на Ньюфаундленді, щоб заснувати колонію. Однак колонія проіснувала недовго, і значна частина долі мігрантів невідома. Перші постійні мігранти з Ісландії прибули до Канади в 1874 році, щоб працювати на залізничних лініях у Кінмаунті, Онтаріо . Між 1870 і 1914 роками тисячі ісландців мігрували до Північної Америки, більшість з яких переїхала до Канади.
У 1940, під час Другої світової війни, канадські війська базувалися в Ісландії разом із військами Великої Британії та США для протидії наступу Німеччини в північній частині Атлантичного океану. Прем'єр-міністр Канади Вільям Маккензі Кінг заявив, що ця акція була зроблена канадським урядом на прохання уряду Сполученого Королівства . Прем'єр-міністр Канади Маккензі Кінг оголосив 18 червня 1940 року, що перший контингент канадських експедиційних сил висадився в Ісландії. У 1942 році Ісландія відкрила консульство у Вінніпезі . Незабаром після війни, у 1947 році, обидві країни офіційно встановили дипломатичні відносини.
У 1948 Ісландію призначили послом у Канаді з резиденцією у Вашингтоні, округ Колумбія . У 1949 році Канада призначила послом-нерезидентом в Ісландії в Осло, Норвегія . У травні 2001 року Ісландія відкрила посольство в столиці Канади Оттаві,а потім Канада відкрила посольство в Рейк'явіку .

## Візити на високому рівні
Візити прем'єр-міністрів Канади до Ісландії 
- Прем'єр-міністр П'єр Трюдо (1981)

Візити прем’єр-міністра та президента Ісландії до Канади 
- Президент Аусгейр Аусгейрссон (1961, 1967)
- Прем'єр-міністр Б'ярні Бенедіктссон (1964)
- Президент Крістьяун Ельдьяурн (1975)
- Президент Оулавюр Рагнар Грімссон (1991)
- Прем'єр-міністр Давід Оддссон (2000)
- Прем'єр-міністр Гатльдоур Аусгрімссон (2005)
- Прем'єр-міністр Гейр Горде (2007, 2008)
- Прем'єр-міністр Сігмюндюр Давид Гюннлейгссон (2013, 2014)

## Культурні відносини

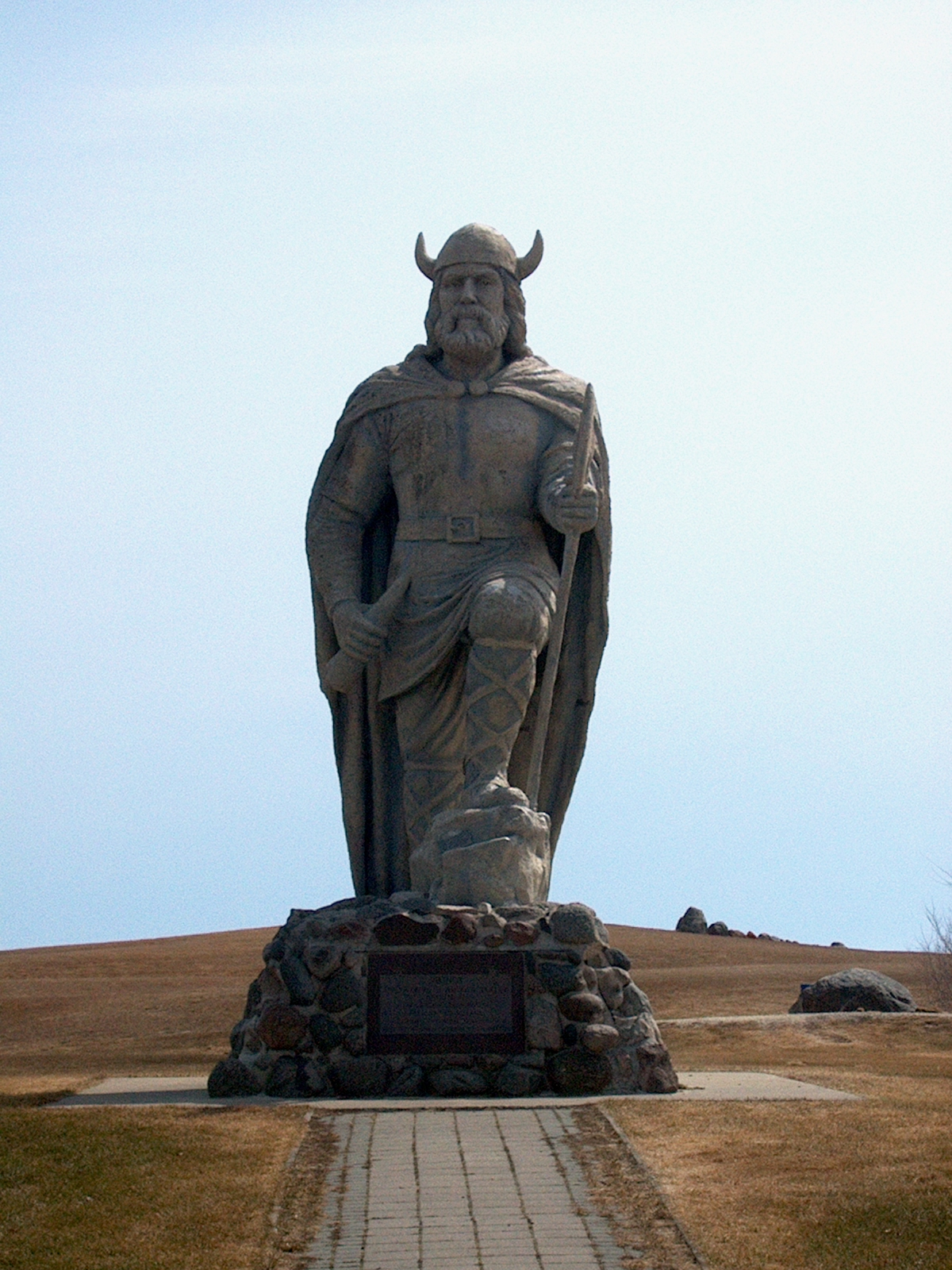
Статуя вікінга в Гімлі, Манітоба.

Міністр трудової імміграції Манітоби Ненсі Аллан сказала: «Жодна країна у світі не пов’язана з Манітобою ближче, ніж Ісландія».
Існує громада ісландського походження, зосереджена в основному в Гімлі, Манітоба .  У 2008 році в Канаді 88 875 осіб мають етнічне ісландське походження, 30 550 з них – у Манітобі. Це становить приблизно третину нинішнього населення Ісландії.

У 1999 році Гатльдоур Аусгрімссон, міністр закордонних справ і зовнішньої торгівлі Ісландії, сказав 
Ісландію та Канаду вже довгий час пов’язують тісні та дружні зв’язки. Значна частина ісландського населення мігрувала до Канади в кінці минулого та на початку цього століття. Сьогодні ми можемо спостерігати найбільше населення за межами Ісландії, в Канаді.
Ніл Бардал був активним членом ісландської громади в Манітобі та був колишнім почесним генеральним консулом Ісландії, колишнім президентом Ісландської національної ліги Північної Америки та директором Канадського Ісландського фонду. У 2006 році він був нагороджений орденом Манітоби за його лідерську роботу в ісландській громаді. У 2000 році Бардал був нагороджений лицарським хрестом ісландського ордена Сокола, найвищою нагородою, наданою урядом Ісландії. Колишній консул Сполучених Штатів у Вінніпезі Мері Спір описала Бардала як «невтомного прихильника міцних канадсько-ісландських відносин».
Інший нащадок ісландської громади Канади, Джаніс Гудрун Джонсон, був призначений до Сенату Канади в 1990 році тодішнім прем'єр-міністром Канади Браяном Малруні . Протягом усього свого перебування в Сенаті Джонсон була сильним прихильником тісних канадсько-ісландських відносин та культурних зв’язків. З 28 по 29 листопада 2014 року Джонсон супроводжувала міністра закордонних справ Канади Джона Берда під час двостороннього візиту до Рейк'явіка для обговорення низки двосторонніх питань, включаючи відповідальний розвиток ресурсів, розширення відносин вільної торгівлі Європейської асоціації вільної торгівлі, питання міжнародної безпеки та цілі Арктичної економічної ради.

## Економічні відносини
У 1975 році уряд Ісландії закликав Канаду встановити 200-мильну межу морської риболовлі, щоб захистити себе від надмірного вилову іноземних флотів. Міністр закордонних справ Ісландії Ейнар Агвіссон сказав, що "ми щиро сподіваємося, що Канада встановить офшорний ліміт у 200 миль". Президент Ісландії Крістьян Ельдьяуярн під час турне по Канаді сказав, що «Ісландія не може більше чекати через виснажені рибні запаси, і якщо Канада приєднається до нас, у нас буде важливий союзник».
У 1998 році дві країни підписали угоду про торговельно-економічне співробітництво. У 2007 році Канада підписала угоду про вільну торгівлю з Європейською асоціацією вільної торгівлі, до якої входить Ісландія. Ця угода набула чинності 1 липня 2009 року 
Згідно з цією торговою угодою, канадський експорт до Ісландії, наприклад промислова продукція, отримав зниження тарифів. Це включало збірні будівлі, електронно-променеві труби, сталеві конструкції, алюмінієві конструкції, а також двері та вікна. Тарифи на канадську заморожену картоплю фрі, що експортується в Ісландію, були знижені приблизно на 40 відсотків.
У 2008 році Канада була 20-м найбільшим торговельним партнером Ісландії з трьома найбільшими експортними секторами Ісландії: риба, ракоподібні, молюски (11,1 млн канадських доларів), хімічні продукти (4,1 млн канадських доларів) і машинобудування (3,7 млн канадських доларів)
У лютому 2009 року уряд Манітоби запропонував ініціативу, в рамках якої кваліфіковані безробітні з Ісландії заповнюють вакансії в Манітобі, щоб допомогти ісландцям, які постраждали від ісландської фінансової кризи 2008–2012 років. Уряди Манітоби та Ісландії підписали ініціативу у 2009 році. Однак цей процес був затриманий через правила федерального уряду щодо програми тимчасового іноземного працівника. Це розчарувало уряд Ісландії, представник Управління праці ісландського уряду сказав: «Він рухався повільніше, ніж я очікував, і це погано, не в останню чергу для тих, хто є безробітним, тому що час не працює на них».
Наприкінці 2010 року – опозиційна партія Ісландії запропонувала країні відмовитися від своєї валюти на користь переходу на нову валюту після дуже серйозного банківського колапсу в 2008 році. Сім з 10 ісландців погоджуються перейти на нову валюту, якщо це означатиме більше економічного процвітання. На даний момент улюбленою «валютою вибору» є канадський долар через близькість культурних звичаїв між Канадою та Ісландією. Жоден з урядів не коментував би, і виступ посла Канади в Ісландії було скасовано в березні 2012 року, коли ця проблема стала більш поширеною.

## Транспортні сполучення

### Море
Ісландія має прямі судноплавні сполучення з канадською провінцією Ньюфаундленд через північну частину Атлантичного океану. Рибальські береги біля берегів Ньюфаундленду були частим місцем призначення ісландських траулерів.
Судноплавна лінія Maersk Line пропонує контейнерні перевезення з Монреаля в Рейк'явік, а також з Ванкувера в Рейк'явік. Eimskip, ісландська компанія, працює між Аргентією, Ньюфаундлендом і Галіфаксом, Нова Шотландія – Рейк’явік.

### Повітря
У 2007 році міністр транспорту Канади Лоуренс Кеннон оголосив про угоду про відкрите небо з Ісландією в рамках політики уряду Канади «Блакитне небо». Міністр міжнародної торгівлі Канади Девід Емерсон заявив, що «Ця угода «Блакитне небо» доповнить нещодавню угоду про вільну торгівлю, підписану з Ісландією та іншими країнами Європейської асоціації вільної торгівлі, а також сприятиме зміцненню ділових зв'язків і розвитку туризму між Канадою та Ісландією».
Між двома країнами є пряме авіасполучення. У травні 2007 року Icelandair розпочала рейси між Галіфаксом та Ісландією. У серпні 2007 року Icelandair оголосила про намір почати рейси між Торонто та Ісландією. Рейси розпочалися у травні 2009 року між Рейк’явіком та Торонто та Галіфаксом.
У грудні 2009 року ісландська авіакомпанія "Iceland Express" оголосила, що починає рейси між Вінніпегом та Ісландією, починаючи з червня 2010 року  Однак з тих пір Iceland Express продана компанії WOW air, яка здійснює регулярні рейси з Рейк’явіка до Торонто та Монреаля.
Починаючи з березня 2013 року, Icelandair оновила свої сезонні рейси з Торонто до Рейк’явіка до круглорічних. Він також запустив круглорічне обслуговування з Едмонтона, починаючи з березня 2014 року 

## Постійні дипломатичні представництва

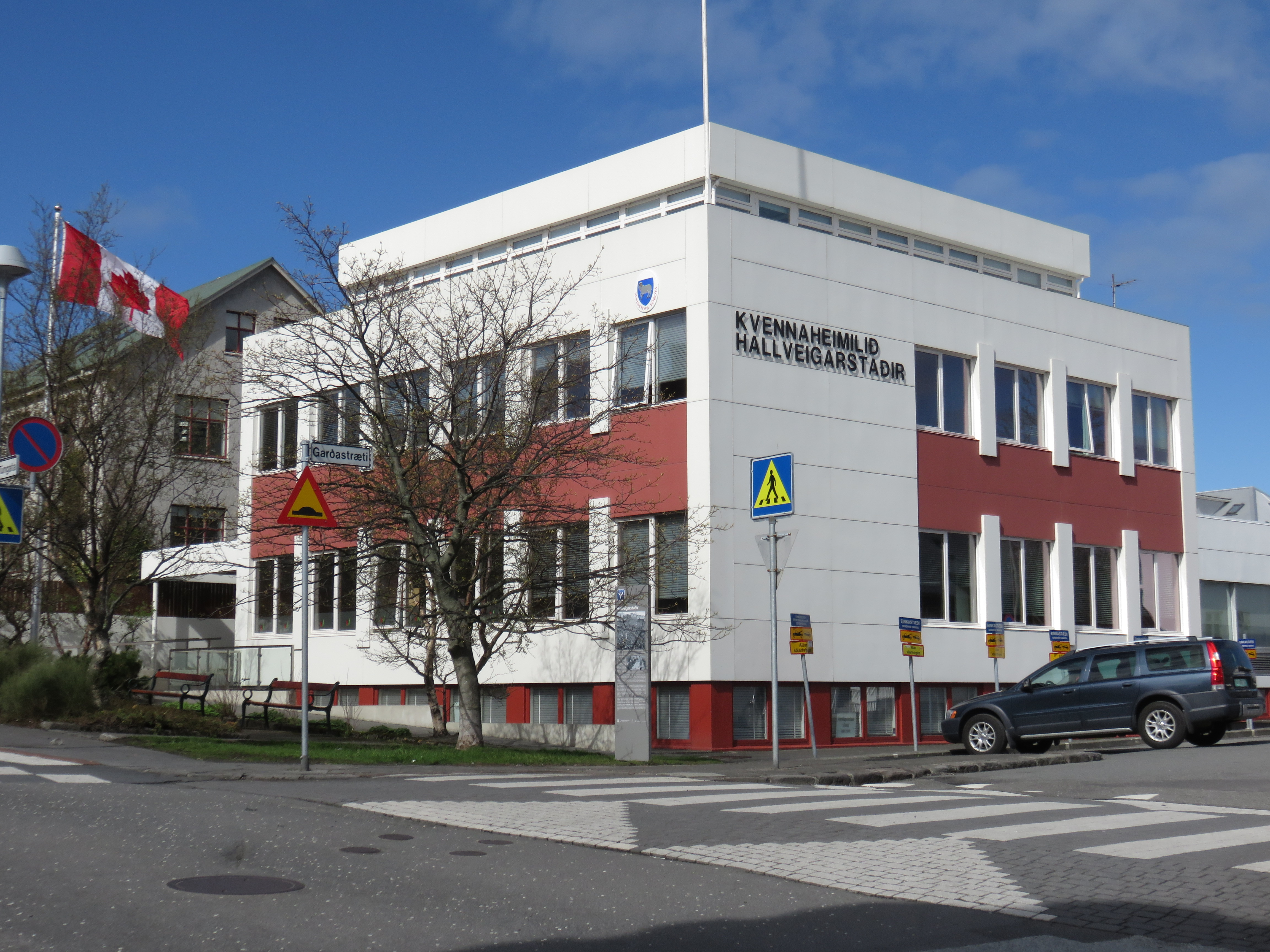
Посольство Канади в Рейк'явіку

- Канада має посольство в Рейк'явіку .[42]
- Ісландія має посольство в Оттаві та генеральне консульство у Вінніпезі .[43]

## Народна культура
- У романі 2021 року «Одинадцята провінція» Ісландія стає одинадцятою провінцією Канади.[44]

## Дивіться також
- Посол Ісландії в Канаді
- Посольство Ісландії, Оттава
- Ісландські канадці
- Нова Ісландія
- Епоха вікінгів

## Зовнішні посилання
- Посольство Ісландії в Оттаві
- Ісландська канадська торгова палата
- Ісландське меморіальне товариство Нової Шотландії [Архівовано 25 березня 2020 у Wayback Machine.]